# Pediodectes stevensoni
Pediodectes stevensoni är en insektsart som först beskrevs av Thomas, C. 1870.  Pediodectes stevensoni ingår i släktet Pediodectes och familjen vårtbitare. Inga underarter finns listade i Catalogue of Life.